# Otto Förschner
Otto Förschner (* 4. listopadu 1902 Dürrenzimmern – 28. května 1946 Landsberg am Lech) byl nacistický válečný zločinec a důstojník v hodnosti SS-Sturmbannführer. Sloužil jako velitel koncentračního tábora Mittelbau-Dora. Pro své zločiny byl obžalován a v květnu 1946 popraven.

## Začátky kariéry
Förschner se narodil ve městě Dürrenzimmern (dnes součást města Nördlingen v Bavorsku) a vyrostl na rodinné farmě. V roce 1922 vstoupil do Reichswehru, kde působil příštích dvanáct let. V roce 1934 se stal členem SS a byl přidělen k vojenskému křídlu SS-Verfügungstruppe, která se nakonec stala Waffen-SS.

## Kariéra u SS
V období od dubna 1934 do prosince 1936 se Förschner zúčastnil výcvikového tábora SS v Bad Tölz a v roce 1937 se stal členem NSDAP. Během německé invaze do Sovětského svazu v roce 1941 sloužil jako důstojník u 5. tankové divize SS „Wiking“. Poté, co byl zraněn v akci a prohlášen za zdravotně nezpůsobilého k bojové službě, byl Förschner na jaře 1942 převelen k jednotce SS-Totenkopfverbände do koncentračního tábora Buchenwald.
V září 1943 dostal Förschner velení nad nově vybudovaným koncentračním táborem Mittelbau-Dora, který v té době fungoval jako pobočný tábor Buchenwaldu. Cílem koncentračního tábora Mittelbau-Dora bylo poskytovat pracovní síly vězňů k výrobě zbraní ve firmě Mittelwerk. Vedle funkce velitele tábora byl Förschner také generálním ředitelem společnosti Mittelwerk GmbH, společnosti vytvořené německou vládou pro výrobu raketových zbraní, především letounových střel V1 a raket V2. V dubnu 1944 jej nahradil Georg Rickhey.
Förschner měl sporný vztah s různými nacistickými bezpečnostními službami (SD a Gestapem). Jeho velení bylo pravidelně kritizováno s tím, že bylo příliš měkké jak na vězně, tak na personál tábora. Zvláštní zájem budil Förschnerův výběr táborových funkcionářů téměř výlučně z německých komunistických vězňů.
Förschnerova reputace v nacistické straně byla v listopadu 1944 těžce poškozena, když bylo gestapem odhaleno, že mnozí vězenští funkcionáři, které jmenoval, se účastnili sabotáží vyráběných zbraní. Poté, co bylo zjištěno, že Förschner zatajil bonusovou platbu ve výši 10 000 říšských marek, kterou obdržel od firmy Mittelwerk GmbH, byl v únoru 1945 sesazen z funkce velitele tábora Mittelbau-Dora a nahrazen bývalým velitelem v Osvětimi Richardem Baerem.
Poté, co byl zbaven velení v Doře, byl Förschner převelen do Dachau, kde krátce sloužil jako velitel tábora Kaufering.

## Odsouzení
V dubnu 1945 byl Förschner zajat americkou armádou. Byl obžalován u soudu v koncentračním táboře v Dachau, kde byl obviněn z válečných zločinů, z odpovědnosti za brutální podmínky, které v táboře panovaly a za řízení poprav vězňů.
Byl souzen americkým vojenským tribunálem a 13. prosince 1945 odsouzen k trestu smrti spolu s 35 dalšími obžalovanými. Trest oběšením byl vykonán ve vězení v Landsbergu 28. května 1946.